# Craig Gaudion
 (mars 2020).
Pour les articles homonymes, voir Gaudion.
Craig Gaudion est un producteur, réalisateur et scénariste australien, né le 13 juin 1975 à Brisbane (Australie).

## Filmographie

### comme producteur
- 1998 : Magnum Opus
- 1999 : The Big Breakfast (série TV)
- 2000 : The Big Arvo (série TV)
- 2002 : Code 2
- 2004 : Dancing with the Stars (série TV)
- 2005 : Redefining Tom Nash
- 2005 : Dans l'œil du dragon (série TV)

### comme scénariste
- 1998 : Magnum Opus
- 2002 : Code 2
- 2005 : Redefining Tom Nash

### comme réalisateur
- 1998 : Magnum Opus
- 2002 : Code 2